# Universidade de São Marinho
A Universidade dos Estudos da República de São Marinho (em italiano:  Università degli Studi della Repubblica di San Marino) é uma instituição de ensino superior estatal situada no centro histórico são-marinhense de São Marinho e na Dogana. Foi instituída pela lei número 127 de 31 de outubro de 1985, pelos capitães-regentes Ubaldo Biordi e Pier Paolo Gasperoni, tendo se originado a partir da fundação da Escola Superior de Estudos Históricos, em 1988.
A 21 de fevereiro de 2017 foi inaugurada a sua estação de rádio Usmaradio. Alguns dos seus programas são emitidos sob as licenças Creative Commons, com a atribuição "CompartilhaIgual".
A universidade também é afiliada com as universidades italianas: Universidade de Bolonha, Universidade de Chieti-Pescara, Universidade de Ferrária, Universidade de Módena e Régio da Emília, Universidade de Parma e a Universidade IUAV de Veneza.

## Estrutura
Departamentos
- Economia, ciência e direito
- Ciências humanas
- Estudos históricos

Centros de investigação
- Centro de Investigação para as Relações Internacionais
- Centro de Investigação e Educacional sobre os Estudos Biomédicos
- Centro para a Dislexia
- Centro São-Marinhense de Estudos Históricos
- Centro de Estudos Permanentes sobre a Emigração
- Centro de Estudos da Memória
- Centro Universitário de Formação sobre Segurança
- Instituto Jurídico São-Marinhense
- Observatório Permanente da Condição Juvenil na República de São Marinho
- Escola Superior de Estudos Históricos